# Nilssonia
Nilssonia – rodzaj żółwi z rodziny żółwiakowatych (Trionychidae).

## Zasięg występowania
Rodzaj obejmuje gatunki występujące w Azji (Chińska Republika Ludowa, Afganistan, Pakistan, Indie, Nepal, Bangladesz i Mjanma).

## Systematyka

### Etymologia
- Nilssonia: Sven Nilsson (1787–1883), szwedzki zoolog i archeolog[7].
- Isola: etymologia niejasna, Gray nie wyjaśnił pochodzenia nazwy rodzajowej[3]. Gatunek typowy: Trionyx peguensis J.E. Gray, 1870 (= Trionyx formosus J.E. Gray, 1869).
- Aspideretes: gr. ασπις aspis, ασπιδος aspidos „tarcza”; ερετης eretēs „wioślarz”[4]. Gatunek typowy: Trionyx gangeticus Cuvier, 1825.

### Podział systematyczny
Do rodzaju należą następujące gatunki:
- Nilssonia formosa (J.E. Gray, 1869)
- Nilssonia gangetica (Cuvier, 1825) – żółwiak gangesowy[8]
- Nilssonia hurum (J.E. Gray, 1831)
- Nilssonia leithii (J.E. Gray, 1872)
- Nilssonia nigricans (Anderson, 1875) – żółwiak czarny